# Солотине
Солотине (Солотин) — колишнє село в Україні, розташоване в Овруцькому районі Житомирської області. Зняте з обліку 13 січня 2009 року.
Внаслідок Чорнобильської катастрофи 1986 року село входить до зони безумовного (обов'язкового) відселення.

## Історія
Засновано як хутір Солотин у складі Гладковицької волості Овруцького повіту Волинської губернії.
На 1981 рік населення села становило 20 осіб. Населення стало скорочуватися після аварії на Чорнобильській АЕС у 1986 році. 12 січня 1993 року згідно з розпорядженням Кабінету міністрів України територію, на якій розташоване село, було віднесено до другої зони радіаційного забруднення, що передбачає обов'язкове безумовне відселення, у цій зоні також заборонено будь-яку господарську діяльність: капітальне будівництво, оренда землі, рубання лісу тощо.
Щонайменше на 2005 рік населений пункт уже фактично не існував. 13 січня 2009 року за рішенням Житомирської обласної ради село Солотине було знято з обліку у зв'язку з відсутністю постійного населення.

## Населення
- 1981 — 20 жителів
- 2005 — постійне населення відсутнє